# Man spielt nicht mit der Liebe (1949)
Man spielt nicht mit der Liebe ist ein deutscher Spielfilm aus dem Jahre 1949 von Hans Deppe mit Lil Dagover, Albrecht Schoenhals, Bruni Löbel und Paul Klinger in den Hauptrollen. Die Geschichte basiert auf dem Theaterstück „Die glücklichste Ehe der Welt“ von Gustav Kampendonk.

## Handlung
Der geschiedene Walter „Wupp“ Ulrich plant, demnächst erneut in den Hafen der Ehe zu steuern. Die Auserwählte heißt Friedel, und diese ist schrecklich verliebt in Wupp und sagt dies auch genau so ihren Eltern. Doch der ehegeschädigte Wupp, so die betrübte Friedel, habe Bedenken, da nach seinen ersten Eheerfahrungen so etwas wie eine rundum glückliche Ehe nicht geben könne. Da also nun einerseits der junge Mann mittlerweile schwer eheskeptisch geworden ist und man andererseits alles für sein Kind unternimmt, um es seinem Traum zu erfüllen, planen Wupps Schwiegereltern in spe, Florentine und Eduard, ihm seine Bedenken zu nehmen, indem sie ihre eigene Ehe als perfekte Harmonie vorspielen. Dies fällt dem ergrauten Paar einerseits recht leicht, da sie als Theaterprofis erfahrene Schauspieler sind, ist andererseits aber auch ein Problem, da beider Ehe alles andere als gut verläuft und man sich mit Scheidungsabsichten trägt, was allerdings zunächst weder Friedel noch Wupp wissen.
Wupp ist jedoch nicht auf den Kopf gefallen und durchschaut nach einiger Zeit das bühnenreife Spiel Florentines und Eduards, das die beiden einzig zum Wohl ihrer Tochter inszeniert haben. Wupp bemerkt nämlich, dass Eduard durchaus seinen hübschen Schauspielschülerinnen mehr nachschaut als es einem verheirateten Mann geziemt. Da aber Friedel so sehr an das noch immer existierende Glück ihrer Eltern glaubt, versucht ihr liebender Zukünftiger alles, um diese Glücksschimäre Friedel zuliebe aufrechtzuerhalten und verrät ihr nichts von seinen Beobachtungen. Es kommt infolgedessen – auch dank der verführerischen, steppenden Nachwuchskünstlerin Wanja und dem Florentine anhimmelnden, nervtötenden Hobbypoeten Rainer Maria Wolke – zu Situationen, die diverse Missverständnisse und Eifersuchtsanfälle hervorrufen bis schließlich ausgerechnet Wupp zum Eheretter seiner zukünftigen Schwiegereltern wird. Auch seiner eigenen Hochzeit mit Friedel, die diese mithilfe ihres alten Freundes Peter auf eine solide Grundlage zu stellen versucht, steht am Ende nichts mehr im Weg.

## Produktionsnotizen
Man spielt nicht mit der Liebe entstand Mitte 1949 im Althoff-Studio in Babelsberg und mit Außendrehs am kleinen Wannsee und im Park Babelsberg. Der Film wurde am 23. November 1949 in Berlin uraufgeführt und erhielt das Prädikat „künstlerisch wertvoll“.
Max Koslowski übernahm die Produktionsleitung, Willi A. Herrmann schuf die Filmbauten.

## Kritiken
Im Lexikon des Internationalen Films urteilte: „Leichtgewichtiger Unterhaltungsfilm, vergleichsweise gefällig und amüsant präsentiert.“